# Sven Erik Kristiansen
Sven Erik Kristiansen vagy művésznevén Maniac (1969. február 4.–) norvég zenész, aki ismertségének legnagyobb részét a black metal műfajú Mayhem együttes volt énekeseként szerezte.

## Zenei pályafutása
Maniac zenei pályafutása 1986-ban kezdődött, amikor meghívták a Mayhem zenekarba énekesnek Messiah utódjaként. Ekkor mindössze két évig volt az együttesben, de az 1987-es Deathcrush EP-n három számon ő énekelt. 1988-ban a helyére Kittil Kittilsen került.
1993-ban Euronymous meggyilkolása után feloszlott a Mayhem, azonban 1995-ben újjáalakult, új felállással, amelyben Maniac is szerepelt. 2004-es távozása előtt számos számos kiadvány dalszövege és feléneklése köszönhető neki. 1997-ben létrehozta dark ambientből és ipari zenéből táplálkozó szólóprojektjét, a Voluspå-t. Ebben az időszakban még két zenekarba csatlakozott: a Bomberos-ba és a Wurdulak-ba, amelyek jelenlegi állapota tisztázatlan. 2004-ben távozni kényszerült a Mayhemből állandó lámpaláza miatt, amit alkoholfogyasztással próbálta kompenzálni a színpadon, továbbá Blasphemer-rel is voltak konfliktusai. A Mayhemmel való koncertjei rendkívül intenzívek voltak, gyakran megvágta magát a színpadon. Az egészről úgy nyilatkozott, hogy „amikor észrevettük, hogy ez egy jelenséggé vált, ami vonzotta az embereket, akkor abbahagytam.”
2005-ben csatlakozott a Skitliv zenekarba, itt éneklés mellett gitározik is. 2008-ban megalapította a Sehnsucht névre hallgató dark ambient/noise projektjét Vivian Slaughter-rel.

## Diszkográfia

### Mayhem
- Deathcrush (1987)
- Wolf's Lair Abyss (1997)
- Grand Declaration of War (2000)
- Chimera (2004)

### Bomberos
- Bringing Down the Neighbourhood Average (2003)
- Hate (2004)

### Sehnsucht
- Wüste (2010)

### Skitliv
- Demo 2007 (2007)
- Kristiansen and Kvarforth Swim in the Sea of Equilibrium While Waiting (2007)
- Amfetamin (2008)
- Skandinavisk misantropi (2009)
- Bloodletting (2010)

### Voluspå
- Revelations; Book Zero (1998)
- Untitled (1998)
- Monism / How to Succeed Against Business (2000)

### Wurdulak
- Creature Feature (2001)
- Ceremony in Flames (2001)
- Severed Eyes of Possession (2002)

## Fordítás
- Ez a szócikk részben vagy egészben  a   Sven Erik Kristiansen című angol Wikipédia-szócikk ezen változatának fordításán alapul.  Az eredeti cikk szerkesztőit annak laptörténete sorolja fel. Ez a jelzés csupán a megfogalmazás eredetét és a szerzői jogokat jelzi, nem szolgál a cikkben szereplő információk forrásmegjelöléseként.